# Memons
Le terme Memon, se réfère à une communauté de commerçants musulmans de la partie occidentale de l'Asie du Sud, y compris les memons historiquement associés au Kathiawar. Il peut également se référer aux memons kutchi et aux memons sindhi. Leurs descendants parlent la langue memon (dérivée du Sindhi et fortement influée par le Goudjarati). De nombreux memons ont émigré à Karachi après la partition de l'Inde en 1947 ; ils sont toutefois aujourd'hui répartis des deux côtés de la frontière indo-pakistanaise.

## Histoire

### Le Sindhi, le Gujarati origines

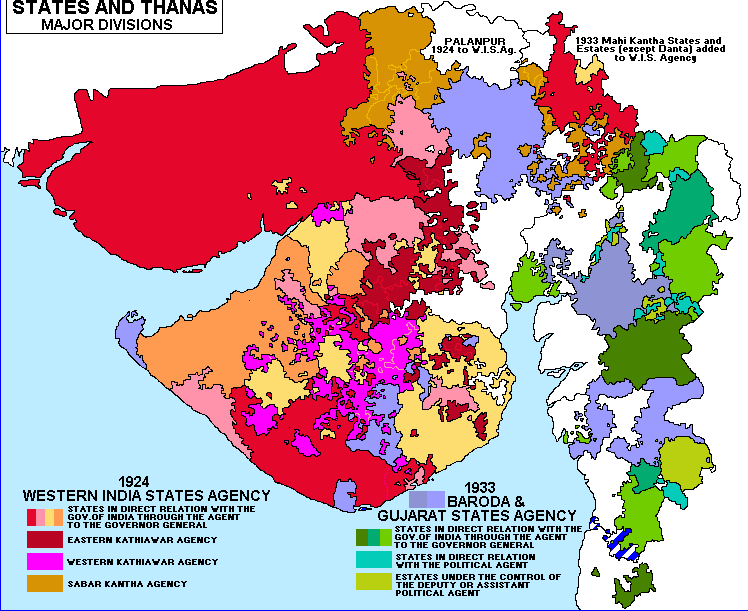
Gujarat, en Inde
Vers le début du XXe siècle.

La lignée des memons remonte aux lohanas de Multan et du Sindh. L'origine du nom vient de maumin, qui signifie “croyant”, et qui évolua plus tard au nom actuel de memon. La communauté memon a été fondée au XVe siècle par 700 familles comprenant 6 178 personnes au total. Selon Anthovan, les lohanas de Thatta, qui s'étaient convertis à l'Islam est devinrent memons et furent invités par Rao Khengarji Jadeja, maître de Bhuj au XVIe siècle pour s'installer sur ses terres. C'est à partir de là que les memons kutchi migrèrent vers le Kathiawar et le Gujarat. Surate, dans le Gujarat était un important centre commercial de 1580 à 1680, et les memons y firent fortune. Cette population est devenue relativement riche grâce au commerce à Surate.

### Années commerçantes

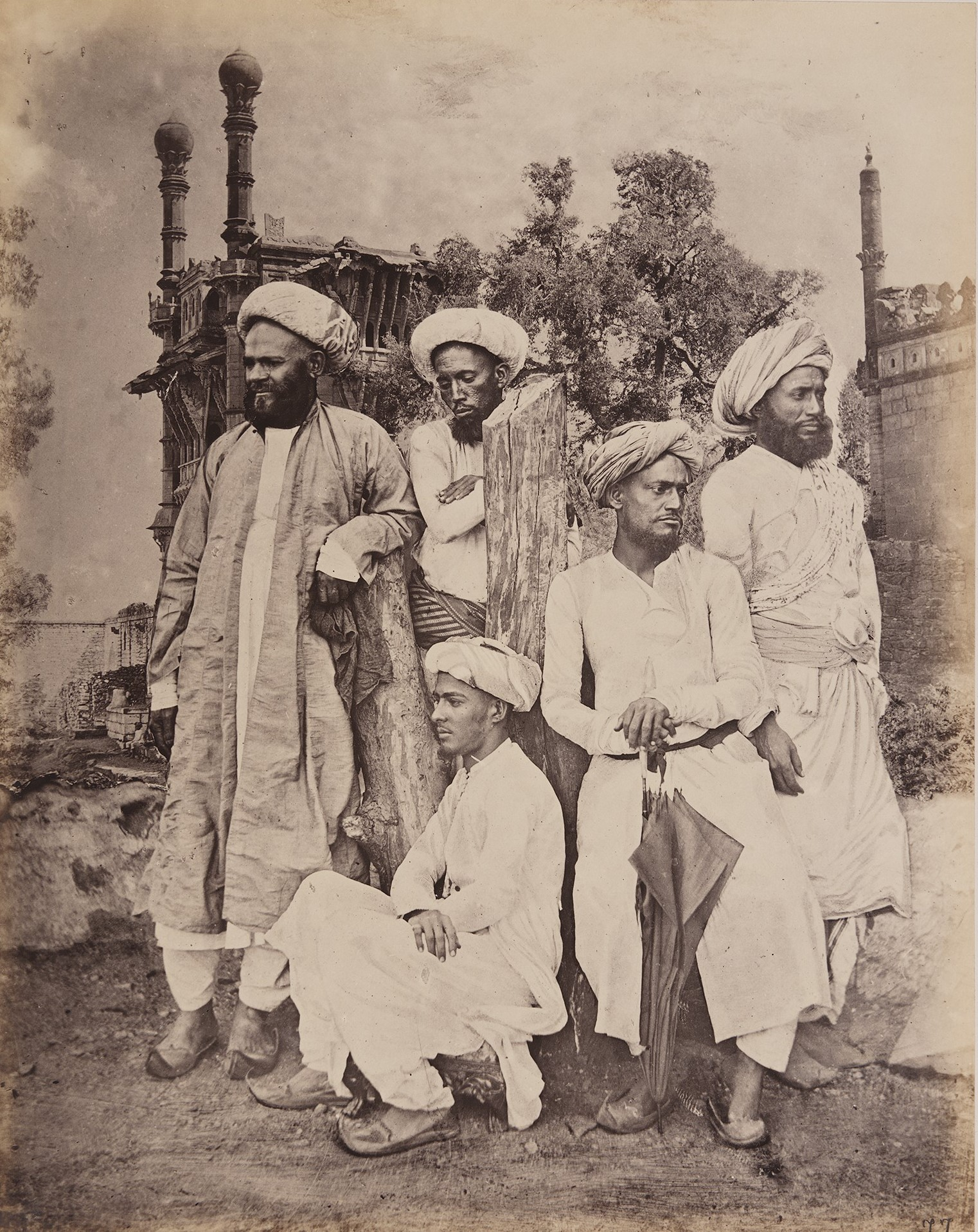
Des hommes memons.
Photographies de l'Ouest de l'Inde de la série 1855-1862.

En raison de la nature mercantile de la communauté, les memons ont beaucoup migré au cours des XVIIIe et XIXe siècles, bien au-delà des frontières de l'Inde. La migration continue les conduisit à établir des communautés au Moyen-Orient, en Afrique du Sud, au Sri Lanka et en Asie de l'Est,. Les marchandes memon établirent ainsi un réseau de sociétés par action agissant en coordination avec les autres membres dans une zone allant de l'Afrique centrale à la Chine,,. Les donateurs memons versaient des contributions financières importantes pour la construction de mosquées pendant ce temps, y compris la mosquée Juma et la mosquée Jamia. À la fin du XIXe siècle, plusieurs milliers de memons était installé à Bombay, en raison du commerce. Les représentants et les dirigeants memons négociaient avec les capitalistes britanniques pour développer leurs monopoles Indiens. La région de Bombay où les commerçants memons étaient rassemblés est aujourd'hui appelé Memonwada.

### XXesiècle
Au début du XXe siècle les communautés memons en Asie du sud et en Afrique du Sud se consolidèrent. Elles commencèrent à organiser d'importantes sociétés incluant la Memon Education and Welfare Society et la Memon Chamber of Commerce. La communauté memon fit aussi des efforts financiers significatifs pour la préservation de l'empire ottoman, mais sans succès,. La partition entre l'Inde et le Pakistan à l'indépendance conduisit à d'importantes migrations dans les deux sens pour la communauté. Au milieu du XXe siècle, plusieurs dynasties de financiers memons émergèrent, mais beaucoup d'entre elles virent leur activité stagner du fait des troubles du Pakistan.

### Langues
Le memon (ميموني, મેમોની) est une langue indo-aryenne, teintée de l'influence de langues sémitiques (arabe), parlée au Gujarat, en Inde. Les memons du port d'Okha, de Kutch  et quelques autres communautés de Kâthiâwar utilisent également le memon chez elles.

La plupart des noms ont un genre grammatical, masculin ou féminin, et ont souvent des formes singulières et plurielles.  La grande majorité des noms ont été empruntés à l'hindoustani (terme générique pour l'ourdou et l'hindi), et le vocabulaire anglais est largement utilisé.

## Structure sociale

### Traditions culturelles

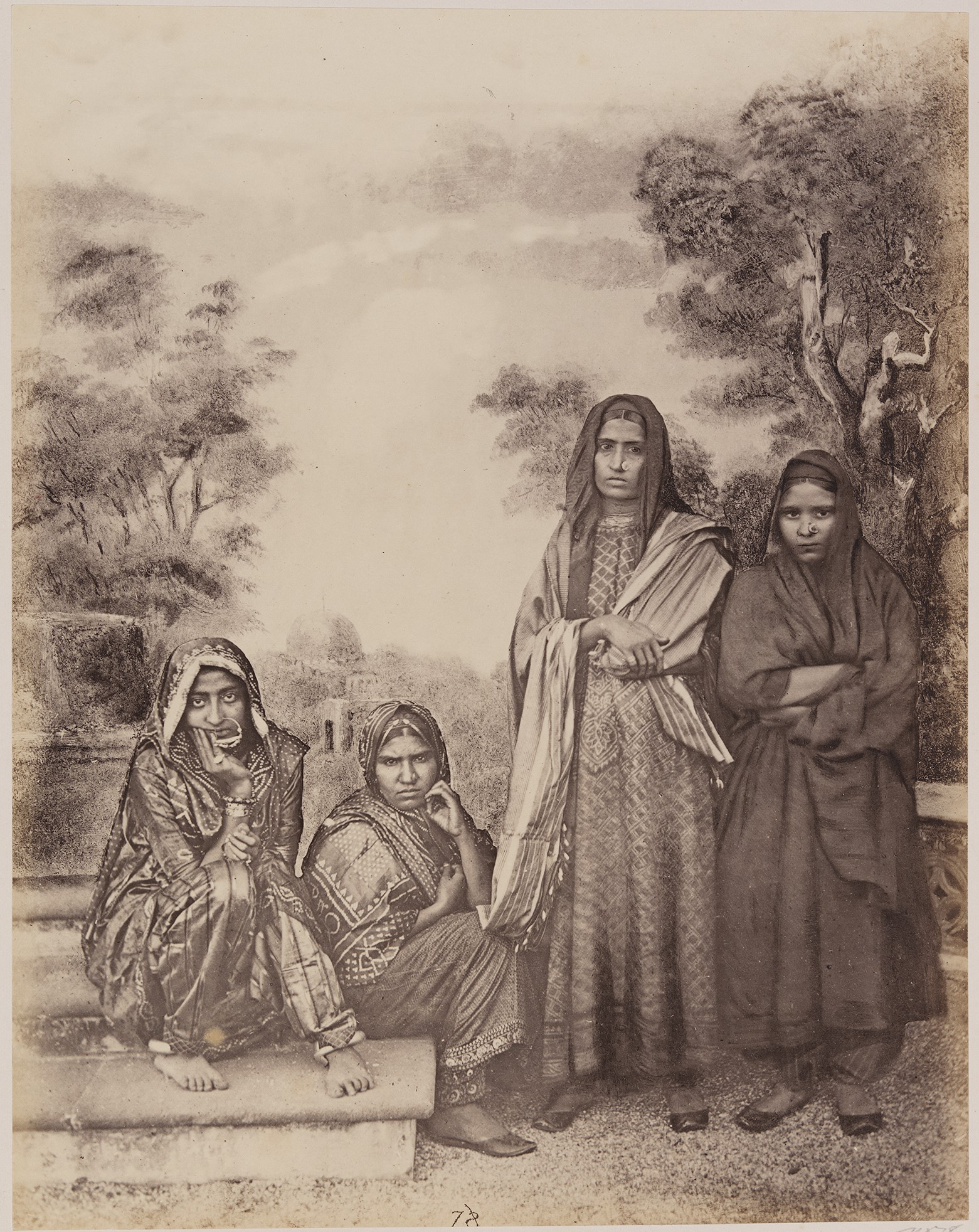
Des femmes memons
Photographies de l'Ouest de l'Inde de la série 1855-1862

Bien que les memons soient généralement des musulmans sunnites, beaucoup continuent à suivre le droit commun hindou en matière de propriété, d'héritage, de structure de la communauté et d'entraide entre les membres. Certains memons continuent même du suivre les hiérarchies de castes. Les memon se considèrent eux-mêmes comme issus de la lignée hindou-kashitriya. Même au sein des memons, la hiérarchie des castes est encore parfois suivie pour les pratiques du mariage,,.
D'après le folklore, les bénédictions du "saint" islamique Sayad Kadiri adressés aux memons serait responsables de leur réussite dans les affaires et le commerce. L'explication plus pragmatique de la réussite des memons dans les affaires, est qu'ils sont considérés comme des courtiers honnêtes. En suivant le modèle de la caste des commerçants, les memons offrent également du soutien aux autres membres de la communauté en matière financière, en attribuant des prêts et en offrant de l'aide aux entreprises.

### Les memons dans le monde

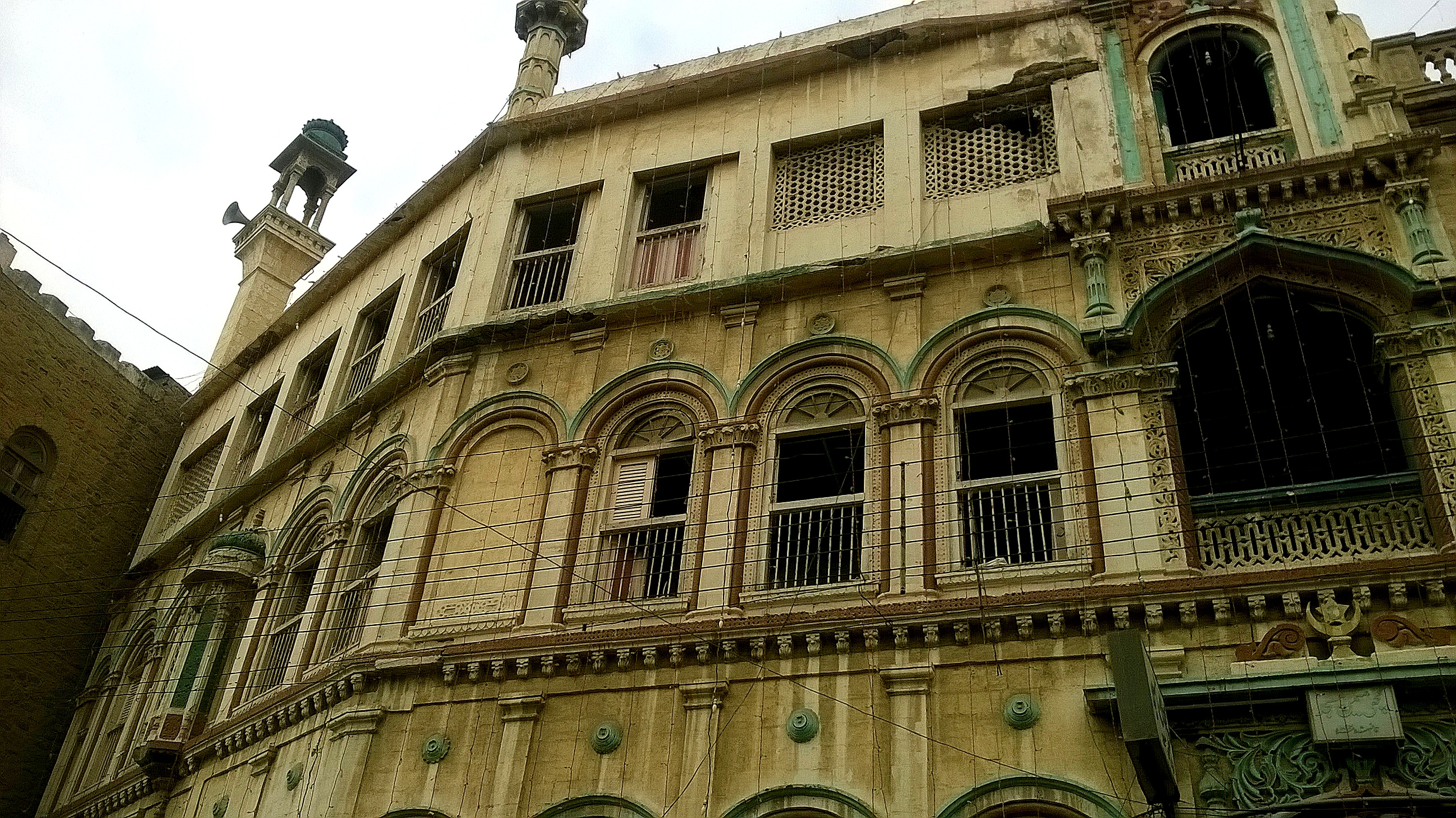
Katchi Memon Masjid.

Aujourd'hui, les communautés memons sont dispersées à travers le monde, y compris aux Émirats arabes unis, en Arabie Saoudite, en Afrique du Sud, au Royaume-Uni, aux États-Unis et au Canada. Cependant, d'importantes concentrations de memons restent située à Karachi au Pakistan et au Gujarat en Inde. À Karachi, il existe une communauté de memon de Bantva. Aussi une autre grande communauté est les memons halari, qui travaillent sous la Halari Memon General Jama'at, qui sont des musulmans hanfi.

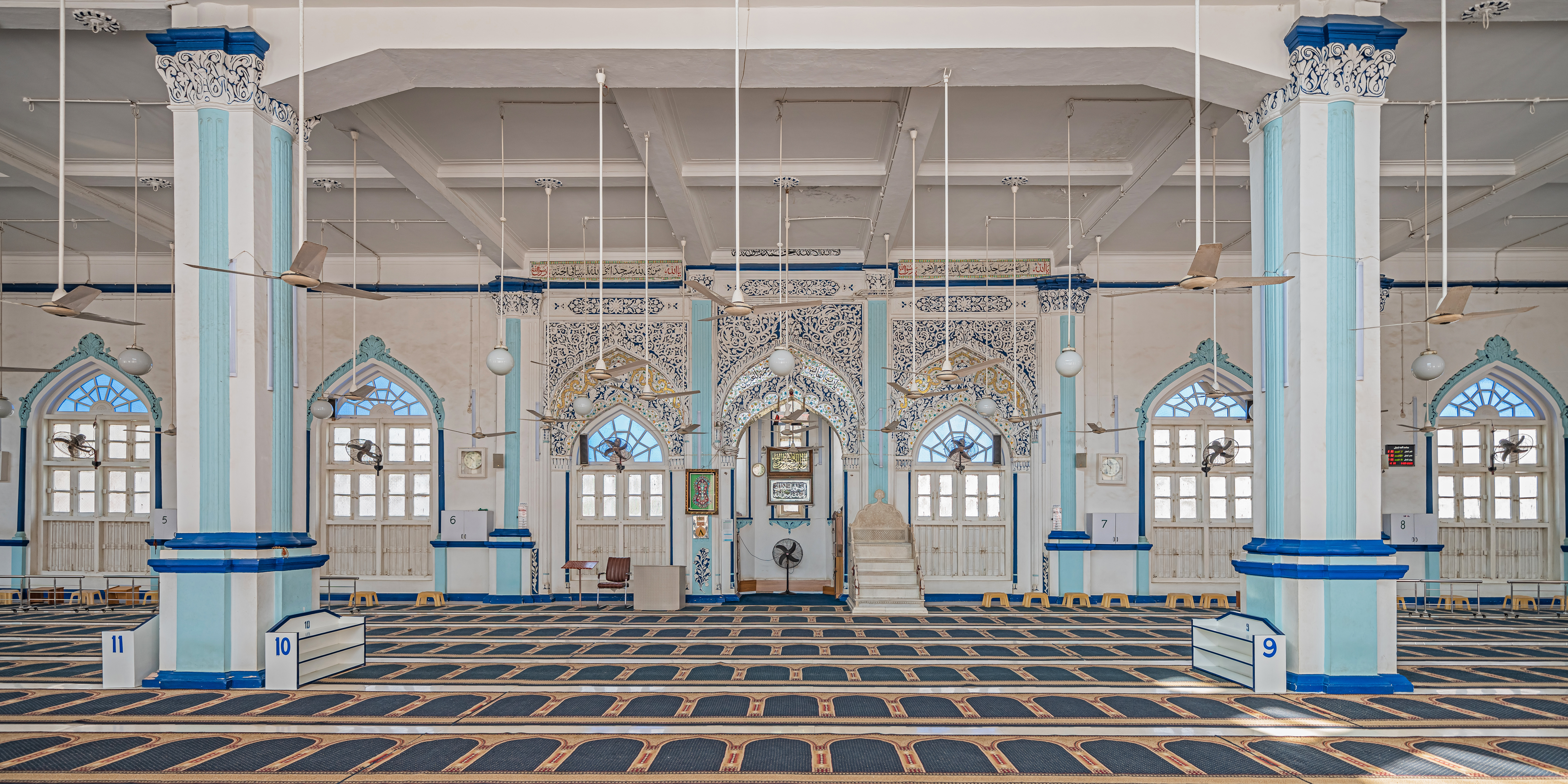
La nouvelle mosquée Memons à Karachi. Février 2020.

Les memons étaient l'une des trois classes indiennes vivant en Afrique du Sud lorsque Gandhi y suis allé en 1893, ils étaient essentiellement des commerçants au service de la diaspora Indienne en Afrique du Sud. 
Les memons sont connus pour leur implication dans les affaires et la philanthropie ; ils jouent aussi un rôle majeur dans l'industrie de la construction au Pakistan,.